# Audrey Azoulay
Audrey Azoulay (født 4. august 1972 i La Celle-Saint-Cloud) er en fransk politiker i Socialistpartiet. Den 16. februar 2016 blev hun Frankrigs kulturminister i Regeringen Valls II. Hun efterfulgte Fleur Pellerin på posten.
Audrey Azoulay har marokkansk baggrund, og hendes far André Azoulay er rådgiver for kong Mohammed VI af Marokko. Hun har studeret økonomi ved Université Paris-Dauphine og har en Master of Business Administration-eksamen fra Lancaster University i Storbritannien.
Azoulay har aldrig været folkevalgt politiker. Hun har tidligere arbejdet som rådgiver i kulturspørgsmål i præsident Hollandes personlige stab. Inden da var hun chef for det franske filminstitut, CNC og udnævnelsen af hende som kulturminister sås som et tegn på, at kulturdepartementet ville rette mere fokus på fransk film.
Fredag den 13. oktober 2017 blev hun udnævnt til ny generaldirektør for UNESCO.